# Campionato italiano di hockey su ghiaccio 1976-1977
Il Campionato italiano di hockey su ghiaccio 1976-77 è stata la 43ª edizione della manifestazione.

## Serie A

### Formazioni
Le squadre iscritte al torneo diminuiscono ulteriormente e da nove divengono sette a causa delle defezioni di HC Merano, HC Auronzo e dell'esclusione dell'Asiago Hockey a causa di mancanza della copertura dello stadio Hodegart. Alle compagini rimaste (SV Renon, SG Cortina, HC Gardena, HC Bolzano, Alleghe Hockey e HC Brunico) si aggiunge comunque l'HC Valpellice, alla sua prima partecipazione in serie A.

### Formula
Si gioca un primo girone dove si affrontano tutte le iscritte al torneo. Al termine di tale girone, le prime quattro classificate accedono ad un ulteriore girone dove si sfideranno per la conquista del titolo.

### Campionato

#### Girone finale
L'Hockey Club Bolzano vince il suo terzo scudetto.

Formazione Campione d'Italia: Enrico Bacher – Rolando Benvenuti – Robert Gamper – Hubert Gasser – Norbert Gasser – Manfred Gatscher – Gorazd Hiti – Rudi Hiti – Bernhard Mair – Michael Mair – Thomas Mair – Gino Pasqualotto – Jaroslav Pavlů – Pepi Pichler – Norbert Prünster – Jakob Ramoser – Herbert Strohmair – Romeo Tigliani.

Allenatore: Gösta Johansson.

## Serie B

### Classifica
Al girone finale accedono soltanto le prime 4 classificate.

#### Girone finale
Il Turbine Milano aggancia l'Asiago in vetta alla classifica grazie ad una vittoria per 3-2 proprio nell'ultima giornata e grazie anche ad uno 0-5 inflitto a tavolino all'Asiago nella gara di andata. Nonostante l'Asiago si trovasse con una migliore differenza reti (+68 a +41) venne decisa la disputa di uno spareggio -da giocarsi a Bolzano- tra Asiago e Turbine per decretare chi potesse salire in serie A. Tuttavia, pochi giorni dopo il termine del torneo, la Federazione, intenzionata ad incrementare il numero di squadre nella massima serie, decise di assegnare il titolo di serie B ex aequo e di promuovere entrambe le squadre in serie A. La squadra del Turbine però scomparve subito dopo quando cedette i diritti sportivi ai Diavoli Milano che così poterono tornare ad iscriversi nella massima serie nel successivo campionato 1977-78, massima serie in cui tornerà a far parte quindi anche l'Asiago, retrocesso l'anno prima per la mancanza di copertura dello stadio del ghiaccio Hodegart.
Formazioni vincitrici della serie B:
- Asiago: Antonio Rigoni, Giovanni Pietro Stella, Luciano Strazzabosco "Majona", Alessandro Benetti, Fabrizio Benetti, Berico Bortoli, Luigi Finco, Franco Frigo, Antonio Girardi, Giovanni Antonio Pesavento, Giuseppe Pesavento, Walter Rigoni, Paolo Rodeghiero, Alberto Scaggiari, Bruno Stefani, Mariano Stefani, Roberto Stella, Giorgio Strazzabosco, Guido Tessari, Renato Tessari, Ivo Jan, Albin Felc. Allenatore: Mario Lievore.
- Turbine Milano: Luciano Ballarini, Silvano Banfi, Paolo Bettagno, Roberto Biffi, Gino Broglia, Renato Brivio, Fulvio Corri, Pier Luigi Crispino, Walter Fill, Egidio Ganzi, Maurizio Gattone, Antonio Ingegnoli, Vincent Mior, Ernesto Paracchini, Andrea Pescerelli, Alberto Pagliari, Fabio Polloni, Paolo Sorrentino, Gianfranco Zerbi. Allenatore: Giancarlo Agazzi.